# Ecuadordwergspecht
De Ecuadordwergspecht (Picumnus sclateri) is een vogel uit de familie Picidae (spechten). Deze vogel is genoemd naar de Engelse ornitholoog Philip Lutley Sclater.

## Verspreiding en leefgebied
Deze soort komt voor in Ecuador en noordwestelijk Peru en telt drie ondersoorten:
- P. s. parvistriatus: westelijk Ecuador.
- P. s. sclateri: zuidwestelijk Ecuador en noordwestelijk Peru.
- P. s. porcullae: noordelijk Peru.

## Status
De grootte van de populatie is niet gekwantificeerd maar de soort wordt omschreven als tamelijk algemeen. Op de Rode lijst van de IUCN heeft deze soort de status niet bedreigd.